# Friedrich Miess

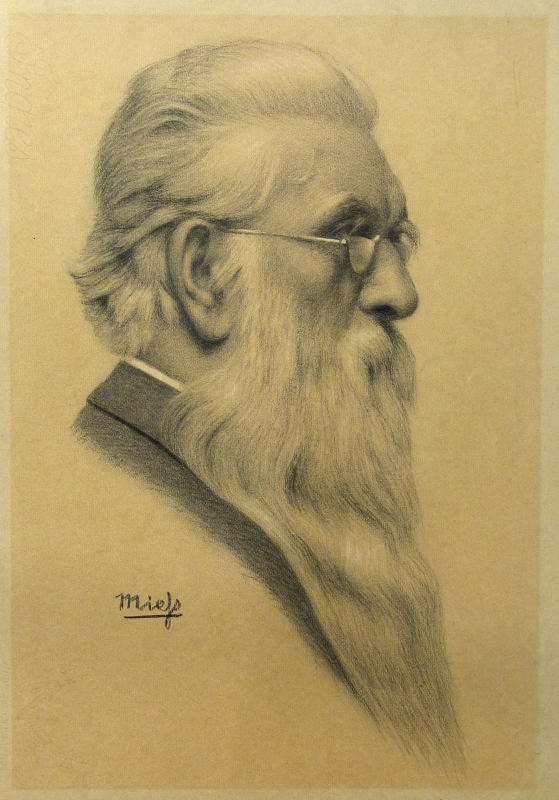
Friedrich Mieß

Rudolph Friedrich Miess (* 21. August 1854 in Kronstadt, Siebenbürgen; † 29. Mai 1935 ebenda) war ein Porträt- und Landschaftsmaler der Siebenbürger Sachsen. 
Der aus einer gutbürgerlichen Familie stammende Miess arbeitete zunächst im Geschäft seiner Eltern, bevor er, über dreißig Jahre alt, begann, Kunst zu studieren. Im Anschluss eines zweijährigen Kunststudiums an der Akademie der bildenden Künste Wien studierte Miess an der Akademie in München, wo er sein Studium 1889 beendete. Nach mehreren Studienreisen nach Italien eröffnete Miess in seiner Heimatstadt ein Atelier und arbeitete als freischaffender Künstler.